# デアン・リチョ
デアン・リチョ（Dean Liço 、2000年2月8日 - ）は、アルバニア・コルチャ出身のサッカー選手。イタリアのKFスカンデルベウ・コルチャ所属。ポジションは、ミッドフィールダー。

## クラブ歴
2020年9月22日、セリエBのアスコリと複数年契約を結んだ。10月24日、セリエBのサレルニターナ戦でアブデルハミド・サビリに代わってハーフタイムから出場しデビューを果たした。